# Linnéa Millar-Blomqvist
Linnéa Millar-Blomqvist, född 1901 i Gävle, död 2000, var en svensk målare.
Hon var dotter till Johnny Millar och Amalia Fagerström. Millar-Blomqvist studerade konst för sin far. Hon medverkade i utställningar i bland annat Eksjö och Mönsterås. Hennes konst består av blomsterstilleben och landskapsmålningar i akvarell eller pastell. Millar-Blomqvist är representerad vid bland annat Kalmar konstmuseum och Kalmar läns museum.